# Glaphyromorphus cracens
Glaphyromorphus cracens är en ödleart som beskrevs av  Allen E. Greer 1985. Glaphyromorphus cracens ingår i släktet Glaphyromorphus och familjen skinkar. Inga underarter finns listade i Catalogue of Life.